# Escudo de Varsovia (condecoración)
El Escudo de Varsovia, (en alemán: Warschauschild), o Escudo de Armas de Varsovia (en alemán: Ärmelschild Warschau), fue una condecoración militar alemana planificada para la Segunda Guerra Mundial destinada a otorgarse a los militares de la Wehrmacht y las Waffen-SS que participaron en la represión del alzamiento de Varsovia de 1944. Aunque autorizado, con las condiciones establecidas y el diseño aprobado y anunciado, la producción no había comenzado antes del final de la guerra y la condecoración nunca se llegó a otorgar.
Fue uno de los escudos de campaña autorizados por las autoridades alemanas durante la guerra.

## Criterios
El alzamiento de Varsovia duró 63 días, desde el 1 de agosto de 1944. La resistencia polaca intentó liberar Varsovia cuando las fuerzas alemanas se retiraron. Sin embargo, el Ejército Rojo que se acercaba se detuvo temporalmente fuera de la ciudad, lo que permitió a los alemanes reagruparse y derrotar la insurrección. Durante la lucha, las fuerzas alemanas cometieron numerosas atrocidades y luego arrasaron la ciudad como represalia.
El Escudo de Varsovia fue instituido el 10 de diciembre de 1944 por Adolf Hitler, con las regulaciones de adjudicación completas ya publicadas. Debía ser "otorgado como insignia de batalla a los miembros de las fuerzas armadas y al personal no militar que, entre el 1 de agosto y el 2 de octubre de 1944, participaron honorablemente en los combates en Varsovia". El premio iba a ser otorgado por el SS-Obergruppenfuhrer Erich von dem Bach-Zelewski, quien había estado al mando durante la operación.
El servicio entre el 1 de agosto y el 2 de octubre de 1944 era suficiente para ganar el escudo siempre que el destinatario hubiera:
- pasado al menos siete días en combate; o
- servido al menos 28 días en el área de combate pero realizando tareas auxiliares; o
- realizado al menos 20 misiones de la Luftwaffe sobre la zona de combate.

No había un período mínimo si el destinatario había sido herido en acción o condecorado por su valentía.
Los voluntarios extranjeros que sirvieron junto a las fuerzas alemanas tenían las mismas condiciones.

## Diseño
La condecoración consistía en un escudo de color bronce de 50×62 mm que mostraba una gran águila de la Wehrmacht con las alas plegadas agarrando una serpiente que se retorcía. Aparece también una esvástica superpuesta en el cuello del águila, e inmediatamente debajo, un letrero con la palabra WARSCHAU 1944 escrita en él. Fue diseñada por Benno von Arent, su obra de arte original aún existente confirma el diseño.

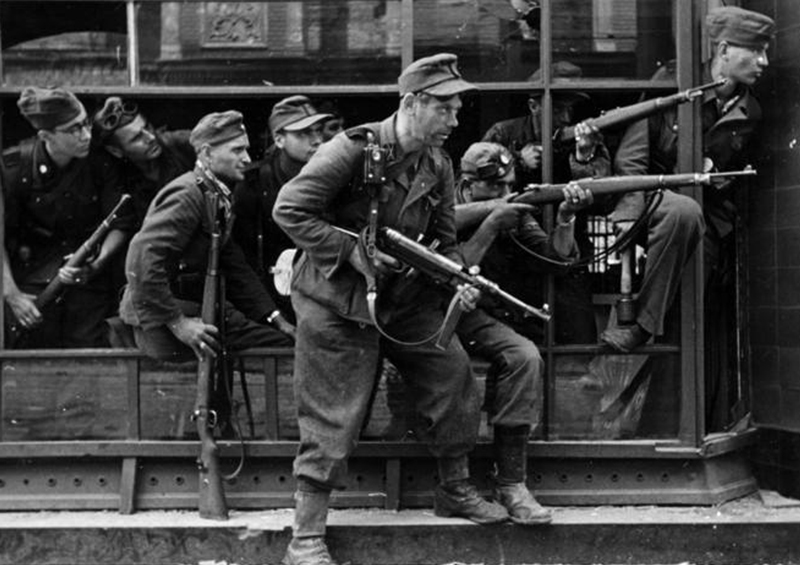
Miembros de una SS-Sturmbrigade durante el alzamiento.

El escudo debía llevarse en la parte superior del brazo izquierdo del uniforme. Algunos fueron fabricados, pero acabaron destruidos en un ataque aéreo y no se produjeron más antes del final de la guerra. Sin embargo, algunas matrices de muestra para el escudo sobrevivieron y se han utilizado como base para la fabricación de ejemplos no oficiales de la posguerra.

## Posguerra
El uso de condecoraciones de la época nazi se prohibió después de la derrota de Alemania en 1945, y el Escudo de Varsovia no se encontraba entre los adornos militares de la Segunda Guerra Mundial autorizados para su uso por la República Federal de Alemania en 1957. Esto significa que los ejemplos producidos desde la guerra no tienen valor oficial. y el uso público del escudo en su forma original con la esvástica no estaría permitido por la ley alemana.